# Монстър Хай (сериал)
„Монстър Хай“ (на английски: Monster High) е американски компютърно анимиран фентъзи комедиен сериал, базиран на едноименната поредица модни кукли, произведени от „Мател“. Премиерата му е по Nickelodeon в Съединените щати на 6 октомври 2022 г. Ший Фонтана, който преди разработваше ребута „Поли Покет“ през 2018 г., е шоурънър.

## Актьорски състав
- Айрис Менас – Франки Щейн / Губърт[4]
- Габриел Грийн – Клоудийн Улф
- Кортни Лин – Дракулара / Айрис Клопс
- Тони Револвори – Дюс Горгон
- Каусар Мохамед – Клео де Нил
- Валерия Родригез – Лагуна Блу / Спектра Вондергийст
- Алекса Кан – Торалей Страйп
- Александър Полински – Хийт Бърнс
- Дебра Уилсън – Безглавата директорка Блъдгуд
- Фелиша Дей – Гулия Йелпс
- Кен Марино – Граф Дракула, бащата на Дракулара
- Делберт Хънт – господин Вълк, афро-американския човешки баща на Клоудийн
- Дариъс Джонсън – Баркимедес, синът на върколак и член на глутницата за върколаци.
- Скот Менвил – Ромулъс, синът на върколак и член на глутницата за върколаци.
- Коул Маси – Финеган Уейк, русал, който е син на русалка.
- Виктория Уошингтън – Хаулийн Вълк, върколак и член на глутницата за върколаци.
- Джордан Коулман – Мани Таур
- Джонатан Мело – Клауд Вълк
- Айшуария Пилай – Аби Боминейбъл
- Девика Парикх – г-жа Боминейбъл, майката на Аби
- Кристина Алабадо – Нефера де Нил, по-голямата сестра на Клио.
- Секай Мурашинге – Кума
- Сали Сафиоти – госпожа О'Шрийк
- Кайла Крумър – Туайла Бугиман
- Рики Линдхом – Пърсфоун
- Кейт Микучи – Меоулоди
- Майлс Браун – Гилингтън Уебър

## Производство
На 23 февруари 2021 г. „Мател“, чрез неговото телевизионно разпределение, обяви второто завръщане на поредица „Монстър Хай“, който обещава нова визия и продукти през следващата година, и включва анимационен сериал от 26 епизода и игрален музикален филм.
Ший Фонтана, който преди беше шоурънър на ребута „Поли Покет“ през 2018 г., е обявен като шоурънър на сериала и ко-изпълнителен продуцент.
На 13 юли 2022 г. актьорския състав е обявен, докато Габриел Грийн е Клоудийн Вълк, Кортни Лин е като Дракулара, и Айрис Менас като Франки Щейн.
На 26 септември 2022 г. премиерната дата на сериала е обявен на 28 октомври 2022 г., но започна по-рано на 6 октомври, той е показан като кратък поглед след „Монстър Хай: Филмът“.
На 17 ноември 2022 г. Nickelodeon подновява сериала за втори сезон, който съдържа 20 епизода.

## В България
В България сериалът започва излъчване по локалната версия на „Никелодеон“ на 1 април 2023 г.

### Нахсинхронен дублаж
| Роля             | Изпълнител                                                                                |
| ---------------- | ----------------------------------------------------------------------------------------- |
| Клодийн          | Далия Георгиева                                                                           |
| Франки           | Йоанна Драгнева                                                                           |
| Дракулора        | Малена Шишкова                                                                            |
| Дюс              | Денислав Димитров                                                                         |
| Клео             | Августина-Калина Петкова Ангелина Русева (първи епизод)                                   |
| Лагуна           | Ива Стоянова                                                                              |
| Хийт             | Симеон Дамянов                                                                            |
| Торалей          | Катрин Гачева                                                                             |
| Директор Блъдгуд | Нина Гавазова                                                                             |
| Гулия            | Мина Зехирова                                                                             |
| Спектра          | Мина Зехирова                                                                             |
| Аби              | Елена Грозданова                                                                          |
| Кейли            | Елена Грозданова                                                                          |
| Хаулийн          | Елена Грозданова                                                                          |
| Г-жа О'Шрийк     | Ася Рачева                                                                                |
| Скълет           | Михаела Тюлева                                                                            |
| Медуза           | Евгения Ангелова                                                                          |
| Аполо Улф        | Светломир Радев                                                                           |
| Дракула          | Стефан Иванов                                                                             |
| Амма             | Цветослава Симеонова                                                                      |
| Други гласове    | Ангелина Русева Виктор Иванов Евгения Ангелова Константин Лунгов Марио Иванов Сотир Мелев |

| Обработка           | студио „Про Филмс“ |
| ------------------- | ------------------ |
| Режисьор на дублажа | Ангелина Русева    |